# Hérault (řeka)
Hérault (francouzsky 'L'Hérault ', okcitánsky Erau) je řeka na jihu Francie v regionu Okcitánie. Její celková délka je 160 km. Plocha povodí měří 2550 km² a zasahuje na území dvou departementů (Gard a Hérault).

## Průběh toku
Pramení na svazích Francouzského středohoří v Cevennách v nadmořské výšce 1435 m na území obce Valleraugue pod vrcholem hory Mont Aigoual. Teče ze severu na jih, přičemž u obce Causse-de-la-Selle protéká Héraultskou soutěskou. Nedaleko ústí křižuje Canal du Midi načež se v části obce Agde zvané Le Grau-d'Agde vlévá do Lvího zálivu do Středozemního moře.

### Přítoky
Hlavní přítoky jsou Arre, Vis, Rieutord, Buèges, Lamalou, Lergue, Boyne, Peyne a Thongue

## Vodní režim
Zdrojem vody jsou převážně dešťové srážky. Nejvíce vody má řeka v zimě a nejméně v létě. Průměrný průtok vody činí u Agde 43,7 m³/s. Maximální měsíční průměrný průtok má 84,3 m³/s v únoru a minimální 8,99 m³/s v srpnu. Dolních 2,5 km je ovlivněno přílivem.

## Využití
Plavba lodí s malým ponorem je možná s Bessanu do Agde.

### Osídlení
Protéká městy a obcemi:
- v departementu Gard (Notre-Dame-de-la-Rouvière, Roquedur, Saint-André-de-Majencoules, Saint-Julien-de-la-Nef, Valleraugue).
- v departementu Hérault (Agde, Agonès, Aniane, Argelliers, Aspiran, Bélarga, Bessan, Brissac, Campagnan, Canet, Castelnau-de-Guers, Causse-de-la-Selle, Cazilhac, Cazouls-d'Hérault, Florensac, Ganges, Gignac, Lagamas, Laroque, Lézignan-la-Cèbe, Montagnac, Paulhan, Pézenas, Le Pouget, Pouzols, Puéchabon, Saint-André-de-Sangonis, Saint-Bauzille-de-Putois, Saint-Guilhem-le-Désert, Saint-Jean-de-Fos, Saint-Pargoire, Saint-Pons-de-Mauchiens, Saint-Thibéry, Tressan, Usclas-d'Hérault)